# Municipio de Goodhue
El municipio de Goodhue (en inglés: Goodhue Township) es un municipio ubicado en el condado de Goodhue en el estado estadounidense de Minnesota. En el año 2010 tenía una población de 525 habitantes y una densidad poblacional de 5,8 personas por km².

## Geografía
El municipio de Goodhue se encuentra ubicado en las coordenadas 44°25′11″N 92°36′41″O / 44.41972, -92.61139. Según la Oficina del Censo de los Estados Unidos, el municipio tiene una superficie total de 90.51 km², de la cual 90,5 km² corresponden a tierra firme y (0 %) 0 km² es agua.

## Demografía
Según el censo de 2010, había 525 personas residiendo en el municipio de Goodhue. La densidad de población era de 5,8 hab./km². De los 525 habitantes, el municipio de Goodhue estaba compuesto por el 98,86 % blancos, el 0,19 % eran amerindios, el 0,38 % eran de otras razas y el 0,57 % eran de una mezcla de razas. Del total de la población el 2,86 % eran hispanos o latinos de cualquier raza.